# 逆向種族主義
逆向種族主義是一種與逆向歧視有關的觀點，持這一立場的人認為支持肯定性行动、肤色意识的人是在反白人、歧視白人。保守主义支持者經常用這一詞批評肯定性行动支持者。有学者认为逆向種族主義本身這一概念就是种族主义。